# Nur ein Herzschlag entfernt
Nur ein Herzschlag entfernt ist ein Lied von Sera Finale, Kevin Zaremba, Fabian Strangl, Wincent Weiss und Sascha Wernicke, das in der Interpretation des deutschen Sängers Wincent Weiss bekannt wurde. Das Lied wurde am 7. April 2017 unter dem Label Vertigo Berlin als Promo-Single aus seinem Debütalbum Irgendwas gegen die Stille veröffentlicht. 

## Hintergrund
Der Text des Liedes wurde von Weiss, Sera Finale, Fabian Strangl, Kevin Zaremba und Sascha Wernicke geschrieben, die Melodie stammt von Kevin Zaremba, der den Song auch produzierte. Weiss und Wernicke haben auch zum Hintergrundgesang beigetragen. Gemixt wurde der Song von Michael Ilbert und von Kai Blankenberg gemastert.
Nach eigenen Angaben schrieb Weiss den Song für seine kleine Schwester und schenkte ihr diesen zu Weihnachten.

## Musikvideo
Zu dem Lied wurde zwar nicht explizit ein Musikvideo gedreht, jedoch wurden von seiner Musik sein Tour Auftritte und Aufnahmen hinter den Kulissen zu einem Musikvideo zusammengeschnitten. Dieses erschien am 12. April 2017 auf dem YouTube-Kanal von Digster Pop. Es zählt mittlerweile über 12 Millionen Aufrufe.

## Mitwirkende
- Wincent Weiss – Text, Gesang, Hintergrundgesang
- Sascha Wernicke – Text, Hintergrundgesang
- Fabian Strangl – Text, Programming
- Kevin Zaremba – Text, Melodie, Produzent, Programming
- Sera Finale – Text
- Michael Ilbert – Mixing
- Kai Blankenberg – Mastering

## Charts und Chartplatzierungen
Obwohl Nur ein Herzschlag entfernt nicht als offizielle Singleauskopplung erschien, konnte sich das Lied durch Einzeldownloads und -streamings in den Charts platzieren. Das Lied erreichte eine Woche die deutschen Singlecharts und platzierte sich dabei auf Rang 80. Für Weiss war es der vierte Charterfolg in Deutschland.
| ChartsChartplatzierungen | Höchstplatzierung | Wochen |
| ------------------------ | ----------------- | ------ |
| Deutschland (GfK)        | 80 (1 Wo.)        | 1      |